# La Esfera

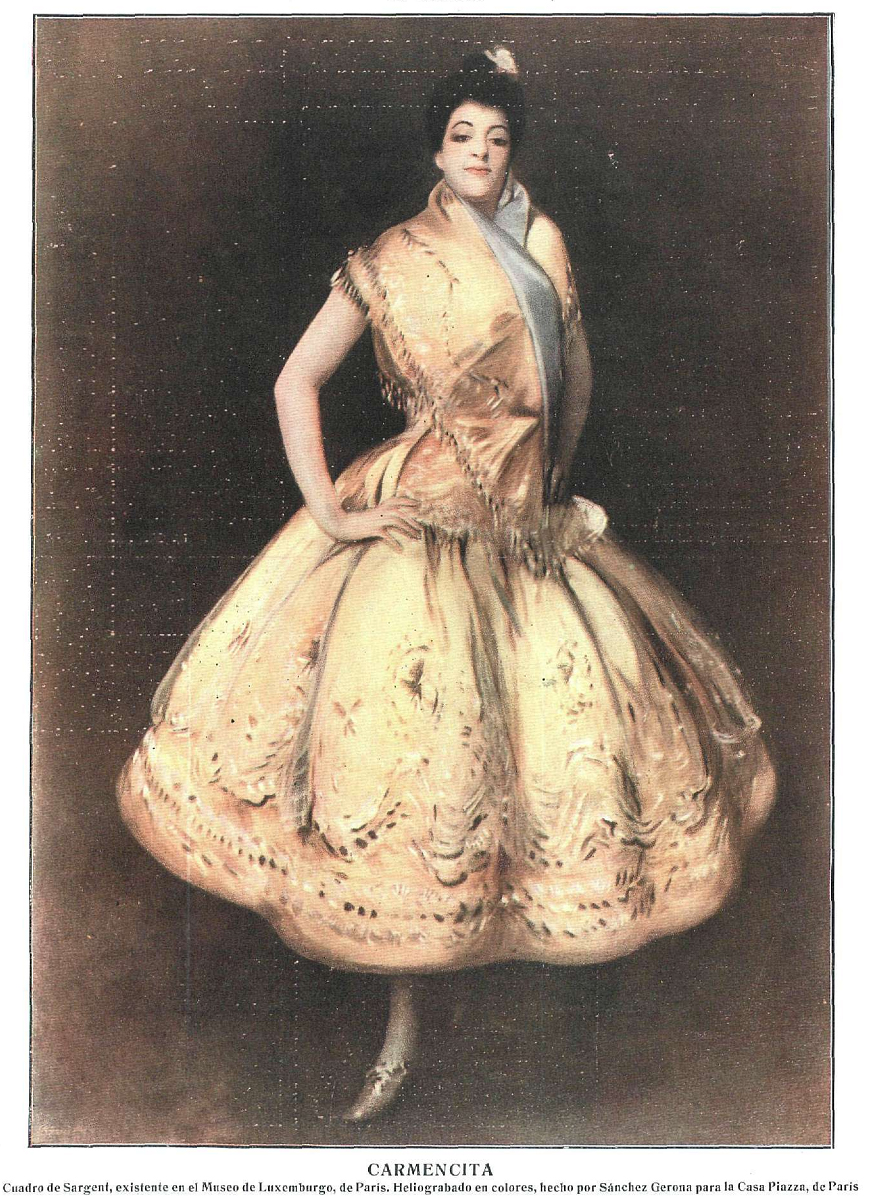
Heliogravat de Carmencita (quadre original de John Singer Sargent), publicat en 1914 a La Esfera.

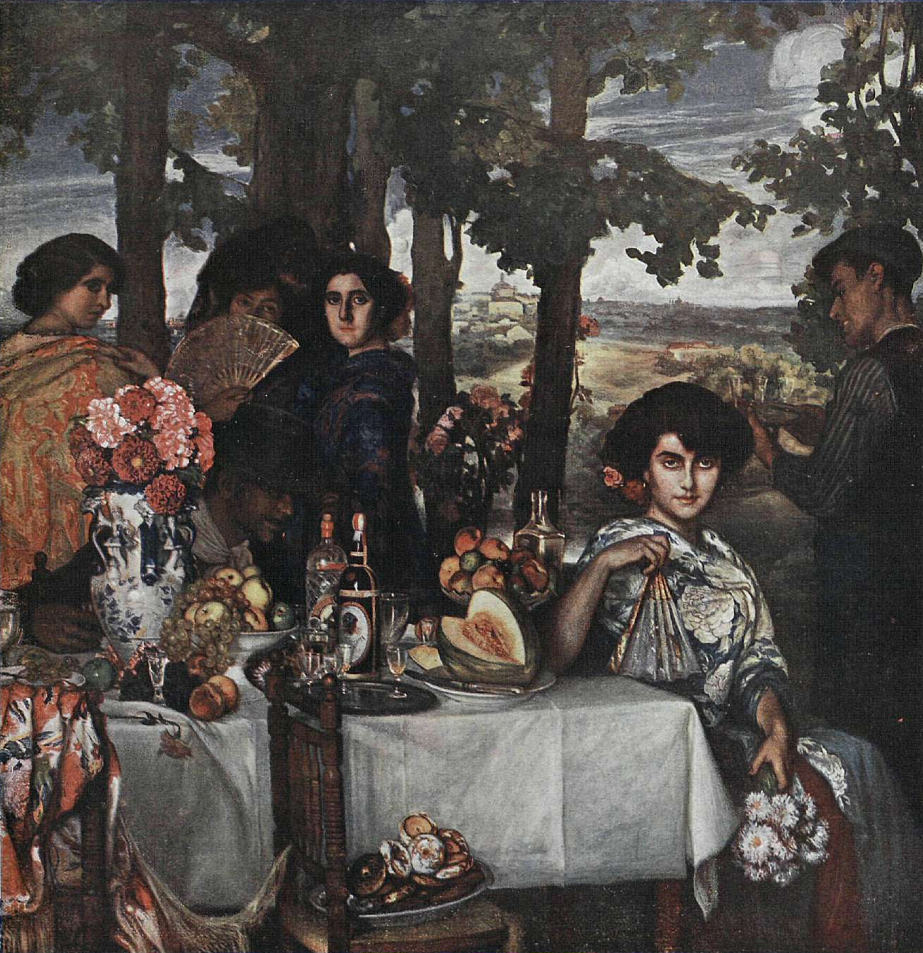
Quadre A plena vida, de José Pinazo Martínez, presentat a l'Exposició Nacional de 1910 i publicat en 1916 a les pàginas de La Esfera.

La Esfera fou una revista cultural espanyola de tirada setmanal, el primer número de la qual fou publicat el 3 de gener de 1914. Es tractava d'una revista cara, qualificada fins i tot com «de luxe»: els seus primers nombres costaven 50 cèntims, que passarien a ser 60 l'any 1917 per finalment acabar venent-se al preu d'1 pesseta a partir de 1920. La revista comptava amb excel·lents il·lustracions i gravats i una gran qualidad d'impressió.

## Característiques
Fou editada pel grup Prensa Gráfica Española, al que també hi pertanyien les revistes Mundo Gráfico, Nuevo Mundo i Por esos Mundos, arribant a acaparar el mercat. Va patir la Primera Guerra Mundial, a causa de l'encariment del preu del paper, amb el que es va veure obligada a augmentar el preu de la revista. L'últim número de La Esfera es publicà el 17 de gener de 1931, coincidint amb el canvi de govern del general Berenguer per Juan Bautista Aznar-Cabañas, proper a la proclamació de la Segona República Espanyola. La revista va ser dirigida durant les seves 17 anys de trajectòria pel malagueny Francisco Verdugo Landi; la publicació mexicana Novedades va arribar a descriure La Esfera de la següent manera: «Aquest setmanari figura al capdavant de les publicacions gràfiques d'Espanya i de l'Amèrica llatina. És una veritable meravella artística, no superada per cap dels més bells periòdics del món», segons Jean-Michel Desvois hauria estat «sens dubte la millor revista publicada a Espanya, encara que el seu preu exorbitant»

## Col·laboradors
La revista comptà amb texts elaborats per autors com Miguel de Unamuno, Ramiro de Maeztu, Jacinto Benavente, Emilia Pardo Bazán, Ramón Pérez de Ayala, Alberto Insúa, Dionisio Pérez, José Francos Rodríguez, José Francés o José María Carretero Novillo.
Entre el grup d'il·lustradors comptà amb col·laboracions de Salvador Bartolozzi, Isidro Fernández Fuentes «Gamonal», Ricardo Marín, Ricardo Verdugo Landi, Federico Ribas o Rafael de Penagos, a més de fotògrafs com Christian Franzen, Antonio Cánovas del Castillo «Kaulak», Eduardo Vilaseca, José Luis Demaría López «Campúa», Alfonso Sánchez García «Alfonso», Salazar, Louis Hugelmann, Charles Trampus, Eduardo Rodríguez Cabezas «Dubois», Federico Ballell, Alejandro Merletti, Adolf Mas Ginestà, Manuel Asenjo, Venancio Gombau (1861-1929), Antonio García (1835-1918), Diego Pérez Romero, José Pan Alberto «Panelberto» o dos dels germans Calvache: Diego —mort en 1919— i Antonio.